# Thilo Prothmann

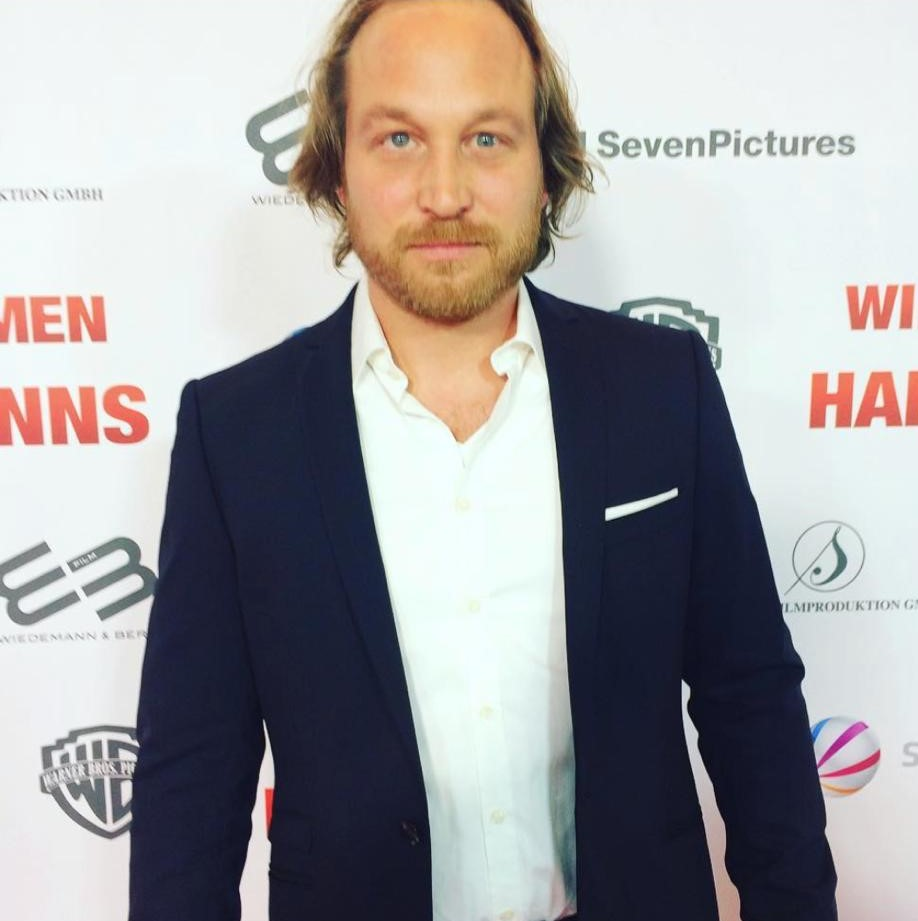
Thilo Prothmann (2021)

Thilo Prothmann (* 16. September 1975 in Aachen) ist ein deutscher Schauspieler.

## Leben
Prothmann wuchs in Eschweiler auf, wo er 1995 an der Bischöflichen Liebfrauenschule sein Abitur machte. Zur Ausbildung zog er nach Berlin, wo er bis heute lebt.

## Künstlerische Laufbahn
Thilo Prothmann machte 2001 seinen Abschluss an der Schauspielschule Charlottenburg.  Seither hatte er zahlreiche Theaterengagements, u. a. in Hannover, Reutlingen, München und Berlin. Er ist festes Mitglied im Ensemble und Vorstand der Pyrmonter Theater Companie in Bad Pyrmont sowie Teil des Berliner Ensembles Unter Niewo.
Nach mehreren Jahren am Theater spielte er neben Jan Henrik Stahlberg die Hauptrolle im Kinofilm Der Kuckuck und der Esel von Andreas Arnstedt. Der Film wurde mehrfach ausgezeichnet, u. a. mit dem Förderpreis Neues Deutsches Kino auf den Hofer Filmtagen 2014.
Einem größeren Publikum wurde Prothmann durch seine Rolle des Kurt Blümlein in Willkommen bei den Hartmanns unter der Regie von Simon Verhoeven bekannt. Neben vielen Preisen und Auszeichnungen erhielt der Film den Deutschen Filmpreis 2017 als besucherstärkster Film.

## Filmografie (Auswahl)
- 2009: Waffenstillstand
- 2009: Im Angesicht des Verbrechens
- 2009: 380.000 Volt – Der große Stromausfall
- 2010: Die Braut im Schnee
- 2014: Der Kuckuck und der Esel
- 2014: Die Eisläuferin
- 2014: Mein Sohn Helen
- 2015: Handwerker und andere Katastrophen
- 2016: Tod auf Raten (intern. Titel: Short Term Memory Loss)
- 2016: Willkommen bei den Hartmanns
- 2016: Ferien vom Leben
- 2016: Der letzte Mieter
- 2016: Ich will (k)ein Kind von dir
- 2016: Ein Schnupfen hätte auch gereicht
- 2016: So auf Erden
- 2017: Vollmond
- 2017: Alle in einem Boot
- 2017: Eine Hochzeit platzt selten allein
- 2017: Verliebt in Masuren
- 2017: Hanne
- 2018: Ein Wochenende im August
- 2018: Der Bulle und das Biest
- 2019: Zeit der Geheimnisse
- 2019: Julia muss sterben
- 2019: Ella Schön (Schiffbruch)
- 2019: Rampensau (Fernsehserie)
- 2020: Enfant Terrible
- 2019: Familie Bundschuh im Weihnachtschaos
- 2020: Da is´ ja nix
- 2021: In aller Freundschaft – Die jungen Ärzte – Vertrauensverlust
- 2021: Blackout (Fernsehserie)
- 2021: Bring mich nach Hause (Fernsehfilm)
- 2022: Der König von Palma
- 2022: Die Heiland – Wir sind Anwalt: Täter, Opfer, Mieter
- 2022: SOKO Hamburg: Trübe Wasser
- 2022: SOKO Leipzig: Traumtänzer
- 2023: In aller Freundschaft: Was ist das Glück?
- 2023: Schlamassel
- 2023: Die verkaufte Prinzessin (Märchenfilm)
- 2024: Großstadtförsterin – Berliner Besonderheiten (Fernsehfilm)
- 2024: Bad Director
- 2024: Alter weißer Mann
- 2025: Praxis mit Meerblick – Romeo & Julia
- 2025: Polizeiruf 110: Böse geboren (Fernsehreihe)